# تیم ملی هندبال فرانسه
تیم ملی هندبال فرانسه یک تیم هندبال است که تحت نظارت فدراسیون هندبال فرانسه است و نماینده فرانسه در مسابقات بین‌المللی می‌باشد. این تیم در حال حاضر، مدافع قهرمانی مسابقات قهرمانی جهان و قهرمانی اروپاست.

## نتایج در مسابقات بین‌المللی
شکوفایی تیم ملی هندبال فرانسه از ابتدای دهه ۱۹۹۰ میلادی آغاز شد. این تیم، برای نخستین بار در سال ۱۹۹۲ توانست مدال برنز بازی‌های المپیک را به دست آورد. سپس در سال ۱۹۹۳ به بازی نهایی مسابقات قهرمانی جهان راه یافت و مدال نقره را کسب کرد. اولین قهرمانی فرانسه در سال ۱۹۹۵ در مسابقات قهرمانی جهان به دست آمد. پس از آن، این تیم چهار بار دیگر نیز بر سکوی نخست مسابقات قهرمانی هندبال جهان ایستاد.
افزون بر قهرمانی جهان، تیم ملی هندبال فرانسه دو بار متوالی در سال‌های ۲۰۰۸ و ۲۰۱۲ قهرمان و در سال ۲۰۱۶ نایب قهرمان بازی‌های المپیک شده‌است. همچنین این تیم در مسابقات قهرمانی هندبال اروپا نیز سه بار به عنوان نخست دست یافته‌است.

## خلاصه نتایج
قهرمان      نایب قهرمان      مکان سوم      مکان چهارم

### بازی‌های المپیک
| بازی                       | مرحله       | رتبه       | بازی       | برد        | تساوی      | باخت       | گل زده     | گل خورده   | تفاضل      |
| -------------------------- | ----------- | ---------- | ---------- | ---------- | ---------- | ---------- | ---------- | ---------- | ---------- |
| برلین ۱۹۳۶                 | حاضر نشد    | حاضر نشد   | حاضر نشد   | حاضر نشد   | حاضر نشد   | حاضر نشد   | حاضر نشد   | حاضر نشد   | حاضر نشد   |
| از ۱۹۴۰ تا ۱۹۶۸ برگزار نشد |             |            |            |            |            |            |            |            |            |
| مونیخ ۱۹۷۲                 | انتخاب نشد  | انتخاب نشد | انتخاب نشد | انتخاب نشد | انتخاب نشد | انتخاب نشد | انتخاب نشد | انتخاب نشد | انتخاب نشد |
| مونترال ۱۹۷۶               | انتخاب نشد  | انتخاب نشد | انتخاب نشد | انتخاب نشد | انتخاب نشد | انتخاب نشد | انتخاب نشد | انتخاب نشد | انتخاب نشد |
| مسکو ۱۹۸۰                  | انتخاب نشد  | انتخاب نشد | انتخاب نشد | انتخاب نشد | انتخاب نشد | انتخاب نشد | انتخاب نشد | انتخاب نشد | انتخاب نشد |
| لوس‌آنجلس ۱۹۸۴              | انتخاب نشد  | انتخاب نشد | انتخاب نشد | انتخاب نشد | انتخاب نشد | انتخاب نشد | انتخاب نشد | انتخاب نشد | انتخاب نشد |
| سئول ۱۹۸۸                  | انتخاب نشد  | انتخاب نشد | انتخاب نشد | انتخاب نشد | انتخاب نشد | انتخاب نشد | انتخاب نشد | انتخاب نشد | انتخاب نشد |
| بارسلونا ۱۹۹۲              | نیمه‌نهایی   | ۳          | ۷          | ۵          | ۰          | ۲          | ۱۵۷        | ۱۴۳        | ۱۴+        |
| آتلانتا ۱۹۹۶               | نیمه‌نهایی   | ۴          | ۷          | ۴          | ۰          | ۳          | ۱۹۰        | ۱۶۵        | ۲۵+        |
| سیدنی ۲۰۰۰                 | مرحله حذفی  | ۶          | ۸          | ۴          | ۱          | ۳          | ۱۹۲        | ۱۸۲        | ۱۰+        |
| آتن ۲۰۰۴                   | مرحله حذفی  | ۵          | ۸          | ۷          | ۰          | ۱          | ۲۲۱        | ۱۷۶        | ۴۵+        |
| پکن ۲۰۰۸                   | قهرمان      | ۱          | ۸          | ۷          | ۱          | ۰          | ۲۲۸        | ۱۸۵        | ۴۳+        |
| لندن ۲۰۱۲                  | قهرمان      | ۱          | ۸          | ۷          | ۰          | ۱          | ۲۲۹        | ۱۷۵        | ۵۴+        |
| ریو دو ژانیرو ۲۰۱۶         | نایب قهرمان | ۲          | ۸          | ۶          | ۰          | ۲          | ۲۴۱        | ۲۰۹        | ۳۲+        |
| مجموع                      | ۸/۱۳        | ۲ قهرمانی  | ۵۴         | ۴۰         | ۲          | ۱۲         | ۱٬۴۵۸      | ۱٬۲۳۵      | ۲۲۳+       |

منبع:

### قهرمانی جهان
| سال             | مرحله         | رتبه       | بازی       | برد        | تساوی*     | باخت       | گل زده     | گل خورده   |
| --------------- | ------------- | ---------- | ---------- | ---------- | ---------- | ---------- | ---------- | ---------- |
| آلمان ۱۹۳۸      | انتخاب نشد    | انتخاب نشد | انتخاب نشد | انتخاب نشد | انتخاب نشد | انتخاب نشد | انتخاب نشد | انتخاب نشد |
| سوئد ۱۹۵۴       | مرحله مقدماتی | ۶          | ۳          | ۰          | ۱          | ۲          | ۲۶         | ۶۱         |
| آلمان شرقی ۱۹۵۸ | انتخاب نشد    | انتخاب نشد | انتخاب نشد | انتخاب نشد | انتخاب نشد | انتخاب نشد | انتخاب نشد | انتخاب نشد |
| آلمان غربی ۱۹۶۱ | مرحله دوم     | ۸          | ۶          | ۱          | ۰          | ۵          | ۴۲         | ۷۳         |
| چکسلواکی ۱۹۶۴   | مرحله مقدماتی | ۹          | ۳          | ۰          | ۰          | ۳          | ۲۸         | ۵۸         |
| سوئد ۱۹۶۷       | انتخاب نشد    | انتخاب نشد | انتخاب نشد | انتخاب نشد | انتخاب نشد | انتخاب نشد | انتخاب نشد | انتخاب نشد |
| فرانسه ۱۹۷۰     | مرحله مقدماتی | ۱۲         | ۶          | ۱          | ۰          | ۵          | ۸۰         | ۱۰۵        |
| آلمان شرقی ۱۹۷۴ | انتخاب نشد    | انتخاب نشد | انتخاب نشد | انتخاب نشد | انتخاب نشد | انتخاب نشد | انتخاب نشد | انتخاب نشد |
| دانمارک ۱۹۷۸    | انتخاب نشد    | انتخاب نشد | انتخاب نشد | انتخاب نشد | انتخاب نشد | انتخاب نشد | انتخاب نشد | انتخاب نشد |
| آلمان غربی ۱۹۸۲ | انتخاب نشد    | انتخاب نشد | انتخاب نشد | انتخاب نشد | انتخاب نشد | انتخاب نشد | انتخاب نشد | انتخاب نشد |
| سوئیس ۱۹۸۶      | انتخاب نشد    | انتخاب نشد | انتخاب نشد | انتخاب نشد | انتخاب نشد | انتخاب نشد | انتخاب نشد | انتخاب نشد |
| چکسلواکی ۱۹۹۰   | مرحله دوم     | ۹          | ۶          | ۲          | ۱          | ۳          | ۱۳۸        | ۱۳۸        |
| سوئد ۱۹۹۳       | نایب قهرمان   |            | ۶          | ۴          | ۰          | ۲          | ۱۳۴        | ۱۳۱        |
| ایسلند ۱۹۹۵     | قهرمان        |            | ۹          | ۷          | ۰          | ۲          | ۲۱۸        | ۱۸۵        |
| ژاپن ۱۹۹۷       | نیمه‌نهایی     |            | ۹          | ۷          | ۰          | ۲          | ۲۲۳        | ۲۰۶        |
| مصر ۱۹۹۹        | یک‌چهارم نهایی | ۶          | ۹          | ۶          | ۰          | ۳          | ۲۴۲        | ۲۱۱        |
| فرانسه ۲۰۰۱     | قهرمان        |            | ۹          | ۹          | ۰          | ۰          | ۲۳۳        | ۱۷۲        |
| پرتغال ۲۰۰۳     | نیمه‌نهایی     |            | ۱۰         | ۸          | ۰          | ۲          | ۲۸۶        | ۲۱۸        |
| تونس ۲۰۰۵       | نیمه‌نهایی     |            | ۱۰         | ۶          | ۲          | ۲          | ۳۰۱        | ۲۴۰        |
| آلمان ۲۰۰۷      | نیمه‌نهایی     | ۴          | ۱۰         | ۶          | ۰          | ۴          | ۳۰۰        | ۲۴۳        |
| کرواسی ۲۰۰۹     | قهرمان        |            | ۱۰         | ۹          | ۰          | ۱          | ۲۹۶        | ۲۱۱        |
| سوئد ۲۰۱۱       | قهرمان        |            | ۱۰         | ۹          | ۰          | ۱          | ۳۲۷        | ۲۴۵        |
| اسپانیا ۲۰۱۳    | یک‌چهارم نهایی | ۶          | ۷          | ۵          | ۰          | ۲          | ۲۰۷        | ۱۸۲        |
| قطر ۲۰۱۵        | قهرمان        |            | ۹          | ۸          | ۱          | ۰          | ۲۵۹        | ۲۱۵        |
| فرانسه ۲۰۱۷     | انتخاب شده    | انتخاب شده | انتخاب شده | انتخاب شده | انتخاب شده | انتخاب شده | انتخاب شده | انتخاب شده |
| مجموع           | ۱۸/۲۵         | ۵ عنوان    | ۱۳۲        | ۸۸         | ۵*         | ۳۹         | ۳۳۴۰       | ۲۸۹۴       |

*بازی‌های که به ضربات پنالتی رسیده، به عنوان تساوی در نظر گرفته می‌شود.
- منبع:[۲]